# Koray Ayar
Koray Ayar (* 22. März 2000 in Hannover) ist ein deutsch-türkischer Handballspieler.
Der 1,81 m große Rechtshänder spielt seit der Saison 2025/26 in der türkischen Süper Lig für Beşiktaş Istanbul. Er wird als Kreisläufer eingesetzt.

## Karriere

### Verein
Koray Ayar spielte ab der C-Jugend für die TSV Hannover-Burgdorf. In der Bundesligasaison 2020/21 stand er erstmals im Kader der Profis. Im April 2023 unterschrieb er bei den „Recken“ einen bis 2025 laufenden Profivertrag.
Im Juni 2025 unterschrieb der türkische Nationalspieler einen Vertrag in der Türkei beim amtierenden Meister der Süper Lig Besiktas Istanbul.

### Nationalmannschaft
Im November 2022 wurde er erstmals für einen Lehrgang der türkischen Nationalmannschaft nominiert. Bei einem Spiel zur EM-Qualifikation 2024 gab er am 26. April 2023 sein Länderspiel-Debüt gegen Portugal, das Spiel endete 35:37.